# Epilobium psilotum
Epilobium psilotum är en dunörtsväxtart som beskrevs av René Charles Maire och G. Samuelsson. Epilobium psilotum ingår i släktet dunörter, och familjen dunörtsväxter. Inga underarter finns listade i Catalogue of Life.